# Бассет, Ральф (юстициарий Англии)
Ральф Бассет (I) (англ. Ralph Basset; ум. около 1127) — королевский юстициарий примерно с 1116 года, родоначальник рода Бассетов. Уроженец Нормандии, он был возвышен английским королём Генрихом I. В его обязанности входило разъезжать по Англии и вершить королевское правосудие. Он выполнял судебные функции в 11 различных графствах. Кроме того, во время отсутствия Генриха I в Англии Бассет входил в состав неофициального регентского совета, помогая жене и сыну короля управлять королевством.
Вплоть до самой смерти Бассет верно служил королю. Его сын, Ричард Бассет, также был королевским юстициарием.

## Биография

### Происхождение
Точное происхождение Ральфа неизвестно. Он был не очень знатен, Ордерик Виталий называет его среди тех, кого Генрих I возвысил «из праха». Уильям Риди во введении к изданию чартеров Бассетов указывает, что родовое прозвание происходит от старофранцузского слова basset, которое обозначает низкий рост. Ордерик Виталий, описывая кампанию, которую проводил Жоффруа V Плантагенет в 1136 году в Нормандии, указывает, что он напал на «замок Мостероло», добавляя, что он принадлежал Ральфу Бассету. Этот замок идентифицируется с Монтрёй-о-Ульм в Нормандии недалеко от Донфрона в современном французском департаменте Орн. Недалеко от него располагалось аббатство Святого Эвруля, в котором был монахом Ордерик и которому покровительствовал Ральф. В 1086 году в «Книге Страшного суда» указан некий Ральф Бассет, который держал от Роберта (I) д’Уийли маноры Марсворт в Бекингемшире и Тискот в Хартфордшире. Бассет мог быть связан с Робертом д’Уийли и в Нормандии, поскольку тот, возможно, прибыл в Англию из Уийли-ле-Бассета.
Если упоминаемый в «Книге Страшного суда» Ральф Бассет не был одним лицом с юстициарием Ральфом Бассетом, то не исключено, что он мог быть его отцом. В «Книге Страшного суда» упоминается ещё двое Бассетов — Уильям и Ричард, однако неизвестно, какие родственные отношения их связывали с Ральфом. Сам юстициарий владел землями в Монтрёе, которые в 1150 году составляли 2 английских манора, а также в Уоллингфорде и Колстон Бассете.

### Королевский юстициарий
Поскольку Бассет происходил из Монтрёя, то, возможно, он обратил на себя внимание будущего короля Генриха I, когда тот во время правления своего старшего брата Вильгельма II Рыжего (1087—1100 годы) был графом Домфорона в Нормандии. Впервые в документах имя Бассета появляется в 1101 или 1102 году, когда он в качестве свидетеля завизировал одну из королевских хартий. В 1106 году Генрих I назначил его в судебную комиссию, которая должна была рассматривать жалобу против Осберта, шерифа Йоркшира. Около 1110 года Бассет был назначен в комиссию, которая должна была обследовать земельные владения в Уинчестере — городе, который пропустили, когда составляли «Книгу Страшного суда». В этом же или следующем году он присутствовал на заседании королевского суда в «сокровищнице Уинчестера» (возможно, на заседании суда казначейства), когда заслушивался иск, касающийся Абингдонского аббатства. Позже он продолжал принимать участие в финансовых делах и может считаться ранним бароном казначейства. В 1113 году он сделал пожертвование аббатству Святого Эвруля в Нормандии.
В период между 1110 и 1127 годами Бассет был одним из самых значительных судей Генриха I. Хронист Генрих Хантингдонский называет его «юстициарием всей Англии», что указывает на географический охват его власти, чем он отличался от тех юстициариев, которые действовали от имени короля только в определённой области. В обязанности королевского юстициария входило посещение разных мест, чтобы вершить королевское правосудие. Впервые в качестве юстициария Бассет упоминается в 1116 году, когда он осуществлял королевское правосудие в Хантингдоншире. Об этом сообщает Ордерик Виталий, указывая, что Ральф руководил судом над человеком по имени Брикстан, обвиняемым в сокрытии сокровищ. Ещё об одном случае сообщает Англосаксонская хроника: по приказу Бассета в Лестершире в 1124 году было повешено 44 вора. Возможно, данное решение было связано с восстанием 1124 года Галерана IV де Бомона, граф де Мёлана.
Казначейский свиток 1130 года сообщает о том, что Бассет выполнял судебные функции в 11 различных графствах, включая Йоркшир, Норфолк, Саффолк, Мидлсекс, Суррей и Девон, хотя он к этому моменту уже был мёртв. Также он входил в состав неофициального регентского совета, помогая жене и сыну Генриха I управлять королевством, когда король отсутствовал в Англии.
Судя по всему, большую часть своей жизни на службе у Генриха I Бассет провёл в Англии, поскольку его подпись стоит только на одном королевском чартере, составленном в Нормандии. В то же время он заверил ряд чартеров, составленных в королевских резиденциях в Вудстоке, Вестминстере и Уинчестере. По словам Уильяма Риди, «существует больше доказательств того, что Ральф служил королю Англии», чем о любом другом королевском слуге, который не был бы священником. В то же время Риди высказывает сомнение в том, что Бассет был главным юстициарием.
За свою службу Бассет получил от короля ряд маноров, хотя большинство, вероятно, он содержал в качестве арендатора. Самым важным из них было поместье Миксбери, владельцем которого в 1086 году был Роджер д’Иври.

### Смерть и наследство
Ральф смертельно заболел в Нортгемптоне. Чувствуя приближение смерти, он постригся в монахи Абингдонского аббатства. Точный год его смерти в документах не упоминается, скорее всего это произошло в 1127 году. Он точно был мёртв в 1130 году.
У Ральфа известно 4 сына. Старший из них, Ричард, также был юстициарием во время правления Генриха I. 2 сына, Николас и Турстан, владели землями в Уоллингфорде. Ещё один сын, Ральф, стал священнослужителем. Позже основанный им род разделился на несколько ветвей, из которых к концу XIII века сформировалось 3 баронских рода: Бассетов из Великого Уэлдона в Нортгемптоншире, Бассетов из Сапкота в Лестершире и Бассетов из Дрейтон Бассета в Стаффордшире.

## Брак и дети
Имя жены Ральфа не сохранилось, известно только то, что оно начиналось с буквы «А». Она умерла не ранее 1120 года. У него известно 4 сына:
- Ричард Бассет (ум. 1144), юстициарий Англии[3][7];
- Николас Бассет (ум. до 1166), владел землями в Уоллингфорде[3][7];
- Турстан Бассет (I) (ум. после 1166), владел землями в Уоллингфорде, родоначальник ветви Бассетов из Чадлворта[англ.] (Беркшир)[3][7];
- Ральф Бассет, священник[3].

Также у Ральфа было несколько дочерей, но их имена неизвестны.